# Kloster Júnias
Das Kloster Júnias (Santa Maria das Júnias, Junhas) ist ein ehemaliges Zisterzienserkloster in der Berglandschaft der Serra do Pisco nahe der Grenze zur spanischen Provinz Ourense im Kirchspiel (freguesia) Pitões das Júnias, im Concelho Montalegre im Distrikt Vila Real in Portugal.

## Geschichte
Das im Bergweideland in einer Talsenke gelegene Kloster ist aus einer präromanischen Einsiedelei aus dem 9. Jahrhundert entstanden. Zunächst besiedelten es Benediktinermönche (als Gründungsjahr gilt 1147), jedoch schloss es sich im Jahr 1248 dem Zisterzienserorden an und unterstellte sich dem Kloster Oseira (nach anderen Angaben Kloster Bouro), wodurch es zur Filiation der Primarabtei Clairvaux gehörte. Ob es jemals den Rang einer Abtei erlangte, ist unsicher. In den folgenden Jahrhunderten erwarb das Kloster, das eine ausgedehnte Viehwirtschaft betrieb, Ländereien in der Region von Barroso und in Galicien. Auch wurde die durch Hochwasser in Mitleidenschaft gezogene Anlage repariert. In Júnias entwickelte sich auch eine blühende Wallfahrt. In der ersten Hälfte des 18. Jahrhunderts wurde die Kirche restauriert und neu ausgestattet. Im Jahr 1834 wurde das Kloster mit den anderen portugiesischen Klöstern aufgelöst. In der zweiten Hälfte des 19. Jahrhunderts wurde der Konvent durch einen Brand zerstört. 1986 fanden Restaurierungsarbeiten statt, in den Jahren 1994 und 1995 eine archäologische Untersuchung durch den Nationalpark Peneda-Gerês, in dessen Gebiet die Anlage liegt.

## Bauten und Anlage

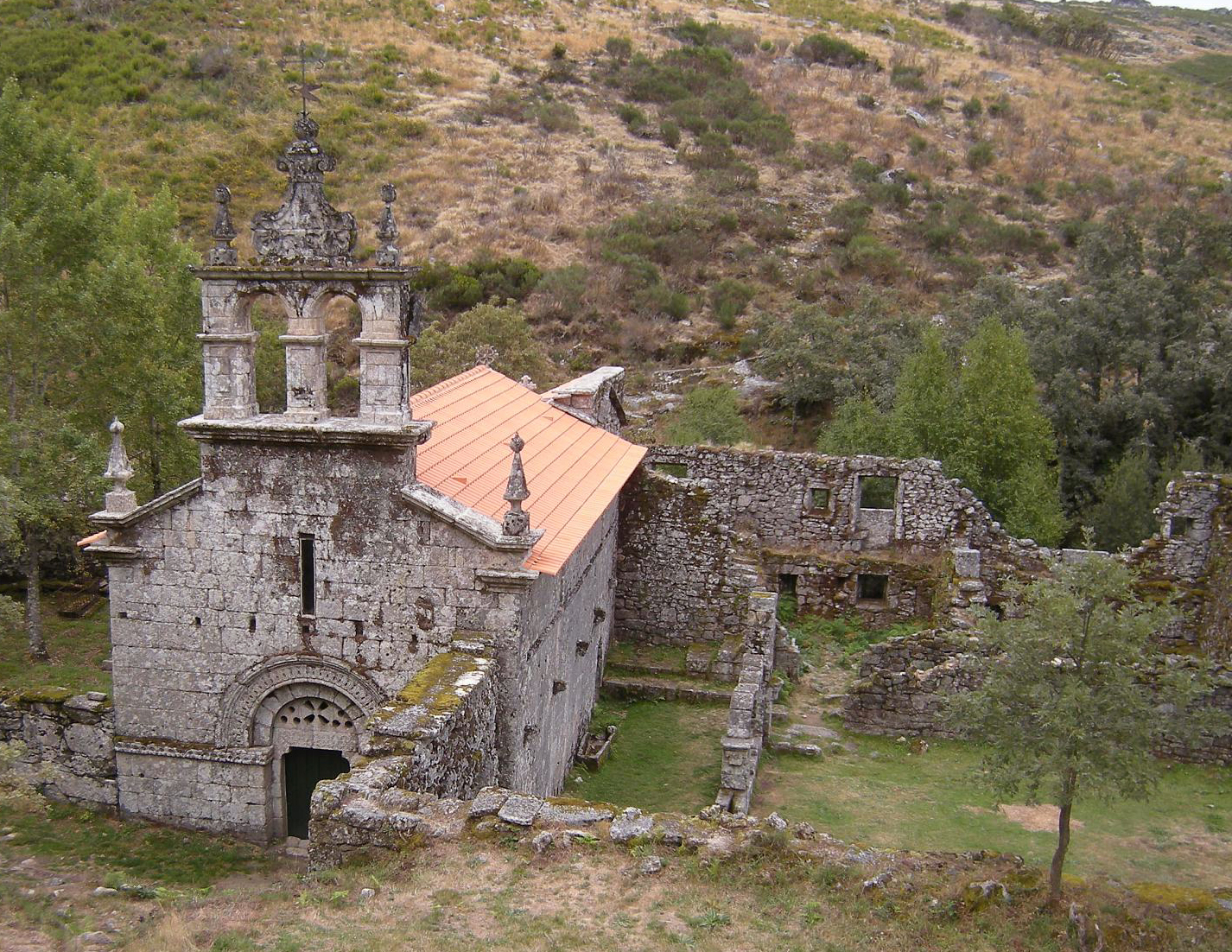
Die Klosterkirche

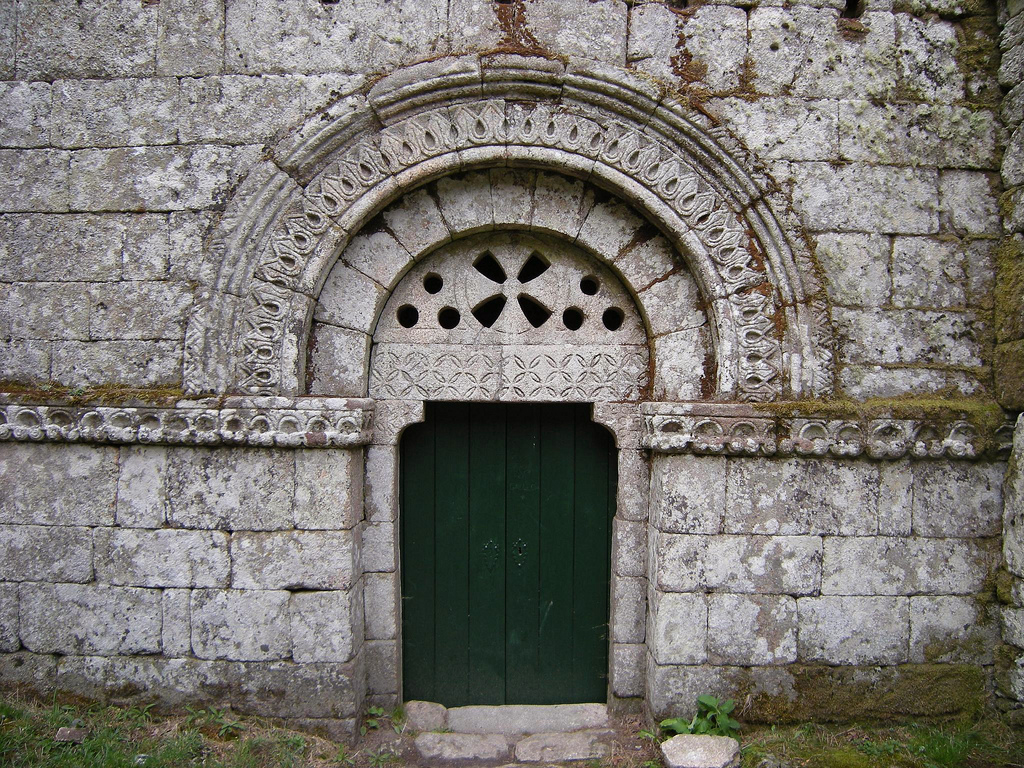
Portal der Klosterkirche

Die von Mauern umgebene Anlage von rund 40 mal 50 Metern bildet ein Trapez mit der einschiffigen, gotisch umgestalteten Kirche im Norden mit holzgedecktem Innenraum und den Ruinen des Konvents im Süden mit dem Dormitorium der Mönche. Der gotisch veränderte Chor wird durch einen Triumphbogen vom Schiff abgetrennt. Die Westfront der Kirche besitzt einen rundbogigen romanischen Zugang mit zwei Archivolten, davon die äußere mit Lanzenspitzenmuster, einem Tympanon mit durchbrochenem Malteserkreuz (ebenso über dem Südportal) und einen barocken Glockenstuhl aus dem 17. Jahrhundert. Vom romanischen Kreuzgang sind drei Arkaden erhalten. Im Küchentrakt ist der Kamin erhalten.